# اچ‌ام‌اس مینوتور (۱۸۶۳)
اچ‌ام‌اس مینوتور (۱۸۶۳) (به انگلیسی: HMS Minotaur (1863)) یک کشتی بود که طول آن ۴۰۰ فوت (۱۲۱٫۹ متر) بود. این کشتی در سال ۱۸۶۳ ساخته شد.